# Casa del Santo (Armentia)

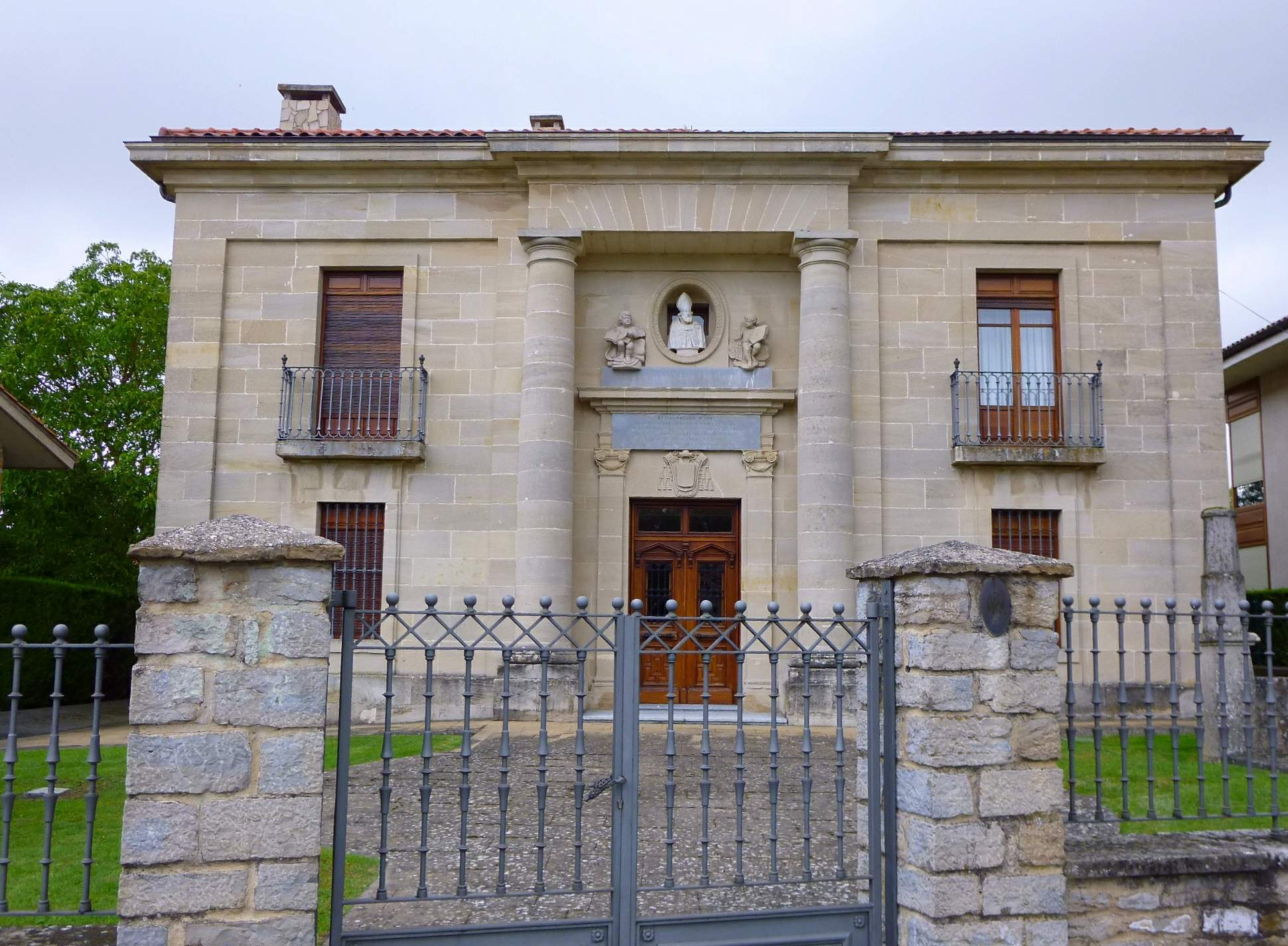

La Casa del Santo se encuentra enclavada en la zona más elevada y céntrica del pueblo de Armentia, Vitoria (Álava, España) y según la tradición, sobre el solar de la casa donde nació el ilustre obispo de Tarazona.
Sin embargo, la casa actual nada tiene que ver con San Prudencio, sino que se trata de la residencia de los Díaz de Espada. Se construyó sobre proyecto de Justo Antonio de Olaguíbel, en el año 1806, como remodelación de una casa existente. Encargó el proyecto el obispo de La Habana, don Juan José Díaz de Espada y Fernández de Landa.
Se encuentra ubicada en un entorno rural, entre edificaciones que en su día fueron de uso agrícola y que hoy van perdiendo ese carácter. Delante de la casa se encuentra un cruce de caminos que ensancha el espacio público, sin llegar a conformar una plaza urbana.

## Descripción
Se trata de un edificio exento, cuya fachada principal se encuentra orientada al oeste. Su planta es sensiblemente cuadrada y consta de dos pisos de altura, incluyendo el bajo. También consta de entrecubierta visitable, aunque desde el exterior no se aprecia.
La cubierta es a cuatro aguas, rematándose en la fachada en una cornisa. El material de cobertura es de teja cerámica.
La fachada principal es de sillería perfectamente trabajada, y las laterales y posterior de mampostería, recercando los huecos y esquinales con sillares.
La estructura del inmueble es de muros de carga perimetrales y dos centrales, conformando un pasillo de distribución.
El elemento de mayor interés es la fachada principal. Consta de tres ejes verticales: una portada central y dos ejes de huecos.
La portada está compuesta por dos columnas de orden gigante que soportan un potente arquitrabe. Entre las dos columnas, remetiendo la fachada respecto el plano general de la misma, se encuentra la puerta, que a su vez dispone de un enmarcado de pilastras, dintel y cornisa. Encima de la puerta aparece un óvalo, dentro del cual se sitúa un busto de San Prudencio. A los lados del Santo aparecen dos ángeles de piedra. 
La carpintería de la puerta es de doble hoja, cada una de las cuales se encuentra coronada por un tejadillo a dos aguas, a modo de frontón clásico. Las puertas constan de ventana, siendo protegidas por rejas decoradas con motivos vegetales.
Los dos ejes laterales se encuentran enmarcados por jambas de piedra, creando un orden también gigante pero, en este caso, plano. El hueco superior es un balcón con antepecho de forja bien trabajado. El inferior es una ventana.
Las fachadas laterales no presentan elementos de interés. La norte solo dispone de un vano, correspondiente a la escalera, y tres pequeñas rendijas de ventilación, dos de ellas son exclusivamente compositivas, pues son cerradas. El sur dispone de tres ejes de huecos, el central con balcón, sin más jerarquía o valoración que el dado por los enjambados pétreos de huecos.
La fachada posterior consta de una puerta de acceso de pequeñas proporciones, situada en el centro, y tres ejes de ventanas en el piso superior. Además existe otra ventana inferior, en el eje derecho. Tanto la puerta como la ventana inferiores, de correcta ejecución, parecen más recientes puesto que el tipo de piedra difiere ligeramente.
Olaguibel buscó el equilibrio compositivo de las fachadas, tomando como principio la simetría. La fachada es sobria, remarcando la entrada. El acceso es el objeto fundamental, colocada en una hornacina, casi a modo de templete. No sólo es motivo fundamental de la fachada principal, sino de todo el inmueble. Interiormente el eje principal vuelve a ser el correspondiente al acceso.
El interior del edificio ha sido remozado en varias ocasiones, la última a finales de los años 90, por lo que no queda nada de interés.
En la zona de jardín se encuentra una fuente sobre la que descansa una escultura de San Prudencio. A los lados de la misma hay dos bancos compuestos por rectángulos de piedra. Flanqueando el conjunto de la fuente nos encontramos dos pilastras que terminan en tronco de pirámide y que, seguramente, debieron estar rematadas por una bola.